# دوغلاس بوش
دوغلاس بوش (بالإنجليزية: Douglas Bush)‏ هو صحفي أمريكي، ولد في 1896 في Morrisburg, Ontario ‏ في كندا، وتوفي في 2 مارس 1983 في بوسطن في الولايات المتحدة.